# Ортис, Эктор
Э́ктор О́ртис Бени́тес (исп. Héctor Ortiz Benítez; 20 декабря 1928 — дата смерти неизвестна) — мексиканский футболист, играл на позиции полузащитника. Участник чемпионата мира 1950 года.

## Биография

### Клубная карьера
Ортис в течение четырёх сезонов играл за «Депортиво Марте», с которым не выиграл никаких титулов. В 1952 году перешёл в «Сакатепек», с которым выиграл два чемпионских титула в 1955 и 1958 годах. Помимо этого, на протяжении сезона 1956/57 играл за «Некаксу». Завершил карьеру в 1958 году.

### Карьера в сборной
В составе сборной Мексики Ортис принимал участие на чемпионате мира 1950 года, где сыграл в матче со сборными Бразилии (0:4), Югославии (1:4) и Швейцарии (1:2). Забил гол с пенальти в матче со сборной Югославии, когда его команда проигрывала 0:4. Всего за сборную Мексики сыграл 9 матчей и забил 2 гола.

## Достижения
«Сакатепек»
- Чемпион Мексики (2): 1954/55, 1957/58